# John Enos III
John Enos III (* 12. Juni 1962 in Boston, Massachusetts) ist ein US-amerikanischer Schauspieler.

## Leben
Enos wurde am 12. Juni 1962 in Boston in eine Familie südeuropäischer Herkunft hineingeboren. Er ist ein entfernter Cousin der Schauspielerin Mireille Enos. Er machte seinen Schulabschluss am Bentley and Salem State College. Er arbeitete als Barkeeper im New Yorker Stadtteil Chelsea. Vom 23. Juli 2006 bis zu ihrem Tod am 18. Februar 2012 war er mit Jennie Lee verheiratet. Zuvor war er in den späten 1990er Jahren mit der US-amerikanischen Sängerin Taylor Dayne liiert.
Seit 1991 ist Enos regelmäßig in Film- und Serienproduktionen zu sehen. 2002 war er im Thriller Nicht auflegen! als Leon zu sehen. Von 2003 bis einschließlich 2005 spielte er in insgesamt 216 Episoden der Fernsehserie Schatten der Leidenschaft die Rolle des Bobby Marsino. 2008 spielte er im Horrorfilm Shark Swarm – Angriff der Haie die Rolle des Kane Marcus. Von 2008 bis 2018 spielte er in unregelmäßigen Abständen verschiedene Charaktere in der Fernsehserie Zeit der Sehnsucht.

## Filmografie (Auswahl)
- 1991: In Living Color (Fernsehserie, Episode 3x10)
- 1992: Der Tod steht ihr gut (Death Becomes Her)
- 1993: Out of Control
- 1993: Demolition Man
- 1993: Mord ist ihr Hobby (Murder, She Wrote, Fernsehserie, Episode 10x09)
- 1993–1994: Foxy Fantasies (Fernsehserie, 2 Episoden, verschiedene Rollen)
- 1994: F.T.W. – Tiefer als Hass (F.T.W.)
- 1994: Blindkill
- 1995: Bis der Tod uns scheidet (Till the End of the Night)
- 1995: Lautlos und tödlich (Raven Hawk)
- 1995: Ripple (Kurzfilm)
- 1995–1996: Melrose Place (Fernsehserie, 19 Episoden)
- 1996: Bullet – Auge um Auge (Bullet)
- 1996: Miami Hustle (Fernsehfilm)
- 1996: The Rock – Fels der Entscheidung (The Rock)
- 1996: Groß wie Wassermelonen (The Size of Watermelons)
- 1996: Nacht über L.A. (Dead of Night)
- 1997: Nowhere
- 1998: Blade
- 1998: A Place Called Truth
- 1999: Rude Awakening – Nur für Erwachsene! (Rude Awakening, Fernsehserie, Episode 2x06)
- 1999: Stealth Fighter
- 1999: Sex and the City (Fernsehserie, Episode 2x18)
- 1999: Me and Will
- 1999: Makellos (Flawless)
- 2000: Blutiges Erwachen (Murder in the Mirror, Fernsehfilm)
- 2000: Point Doom
- 2001: New York Cops – NYPD Blue (NYPD Blue, Fernsehserie, Episode 8x18)
- 2001: Dead Sexy – Sexy, aber tot! (Dead Sexy)
- 2002: Mein Freund, der Geist (Redemption of the Ghost)
- 2002: Nicht auflegen! (Phone Booth)
- 2003: Hot Parts
- 2003–2005: Schatten der Leidenschaft (The Young and the Restless, Fernsehserie, 216 Episoden)
- 2004: The Kings of Brooklyn
- 2005: Love Thy Neighbor
- 2006: CSI: NY (Fernsehserie, Episode 2x13)
- 2006: Special Unit (Fernsehfilm)
- 2007: In Case of Emergency (Fernsehserie, Episode 1x02)
- 2007: The Hammer
- 2007: Made in Brooklyn
- 2007: Everybody Wants to Be Italian
- 2007: Missionary Man
- 2008: Shark Swarm – Angriff der Haie (Shark Swarm)
- 2008: Finish Line (Fernsehfilm)
- 2008: San Saba
- 2008: Toxic
- 2008: Knocked Down (Kurzfilm)
- 2008: The Essence of Depp
- 2008–2018: Zeit der Sehnsucht (Days of Our Lives, Fernsehserie, 5 Episoden, verschiedene Rollen)
- 2012: Femme Fatales (Fernsehserie, Episode 2x03)
- 2014: Zarra’s Law
- 2014–2015: Gotham (Fernsehserie, 2 Episoden)
- 2015: Blue Bloods – Crime Scene New York (Blue Bloods, Fernsehserie, Episode 5x17)
- 2015: Ashby
- 2015: Joy – Alles außer gewöhnlich (Joy)
- 2016: Boston
- 2018: The Big Take
- 2020: The Warrant
- 2022: The Commando
- 2023: Replica
- 2024: Paper Empire (Fernsehserie, Episode 1x01)